# István Palotás
István Palotás (Budapeste, 5 de março de 1908 - 1987) foi um futebolista húngaro. 

## Carreira
István Palotás fez parte do elenco da Seleção Húngara de Futebol das Copas do Mundo de 1934. Ele fez apenas duas partidas.

## Ligações Externas
- Perfil em Fifa.com (em inglês)